# Cyligramma concors
Cyligramma concors är en fjärilsart som beskrevs av Paul Mabille 1881. Cyligramma concors ingår i släktet Cyligramma och familjen nattflyn. Inga underarter finns listade i Catalogue of Life.